# Mikael Fruelund
Mikael Fruelund (født 27. februar 1980) er en dansk tidligere håndboldspiller. Han har tidligere spillet for en række andre ligaklubber: Ajax Heroes, Nordsjælland, Bjerringbro FH, Viborg HK, FIF og GOG Svendborg. Han har desuden haft et udlandsophold hos BM Altea i Spanien.
Fruelund spillede i sine ungdomsår adskillige kampe for de danske ungdomslandshold.
Han er lillebror til den tidligere kvindelandsholdsspiller Katrine Fruelund.

## Håndboldkarriere
Indtil 2001 spillede han for Bjerringbro FH, hvorefter han tog til Viborg HK. Derefter tog han til GOG, hvor han spillede en enkelt sæson, før han vendte tilbage til Viborg.
I 2005 tog han til Spanien og spillede for BM Altea. Det blev dog kun til én sæson, før han tog til Nordsjælland i 1. division.
I 2008 skrev han kontrakt med Ajax Heroes, der lige var rykket op i Herrehåndboldligaen og kiggede efter forstærkninger.
Han tog senere til Frederiksberg IF. Han indstillede karrieren i 2011.

## Efter håndboldbolden
Efter han indstillede håndboldkarrieren, har han arbejdet som bankmand.

## Eksterne links
- FIFs spillertrup Arkiveret 3. januar 2011 hos  Wayback Machine
- EHF Profil